# サッカーのユニット
サッカーのユニットでは、サッカーにおいて優秀な成果を収めたナショナルチームやクラブの別称のほか、書籍等で著名な選手の組み合わせを以下に列挙する。

## ナショナルチーム
- ヴンダーチーム（1930年代オーストリア代表）
- マジック・マジャール（1950年代ハンガリー代表）
- 時計仕掛けのオレンジ（オランダ代表、特に1974 FIFAワールドカップのリヌス・ミケルス監督時）
- ポルトガル代表黄金世代（1990年代、FIFAワールドユース選手権2連覇）
- 日本代表黄金世代（1979年生まれ、1999 FIFAワールドユース選手権準優勝）

## クラブ
- バスビー・ベイブス（マンチェスター・ユナイテッドFC、マット・バスビー監督時代）
- グランデ・トリノ（1940年代ACトリノ、セリエA5連覇目前でスペルガの悲劇により消滅）
- グランデ・インテル（1960年代インテル、チャンピオンズカップ2連覇など）
- キンタ・デル・ブイトレ（ハゲワシ部隊、1980年代後半レアル・マドリード、「エル・ブイトレ」エミリオ・ブトラゲーニョら下部組織出身選手を中心にリーガ・エスパニョーラ5連覇を達成）
- エル・ドリーム・チーム（FCバルセロナ、ヨハン・クライフ監督時代）
- フェラーリ（サンパウロFC、1992-93年インターコンチネンタルカップ連覇）
- インビンシブルズ（アーセナルFC、2003-04年プレミアリーグ無敗優勝）
- ロス・ガラクティコス（銀河系軍団、2000-07年レアル・マドリード）

## 選手

### 5人組
- ラ・マキナ 5トップ（1942年CAリーベル・プレート）
  - フアン・カルロス・ムニョス、ホセ・マヌエル・モレノ、アドルフォ・ペデルネラ、アンヘル・ラブルナ、フェリックス・ロウスタウ
- シンコ・ヴィオリノス 5トップ(5人のヴァイオリン弾き、1940年代から1950年代前半のスポルティングCP)
  - フェルナンド・ペイロテオ、ジョゼ・トラヴァッソス、アルバーノ、ジェズス・コレイア、マヌエル・ヴァスケス
- 夢のクインテット（1970 FIFAワールドカップ・ブラジル代表）
  - ペレ、リベリーノ、ジェルソン、トスタン、ジャイルジーニョ

### 4人組
- 黄金のカルテット（1982 FIFAワールドカップ・ブラジル代表）
  - トニーニョ・セレーゾ、ファルカン、ソクラテス、ジーコ
- 銀の四人組（魔方陣、EURO84優勝・フランス代表）
  - ミシェル・プラティニ、アラン・ジレス、ジャン・ティガナ、ベルナール・ジャンジニ（もしくはルイス・フェルナンデス）
- クアトロ・ファンタスティコ（2004年、U-23ブラジル代表）
  - カカ、アドリアーノ、ロビーニョ、ジエゴ
- カルテット・マジコ（魔法の四人組、2006 FIFAワールドカップ・ブラジル代表）
  - ロナウド、ロナウジーニョ、アドリアーノ、カカ
- クアトロ・フゴーネス（4人の創造者、EURO2008優勝・スペイン代表）
  - シャビ・エルナンデス、アンドレス・イニエスタ、ダビド・シルバ、セスク・ファブレガス
- ロス・クアトロ・ファンタスティコ（2014 FIFAワールドカップ・アルゼンチン代表）
  - リオネル・メッシ、セルヒオ・アグエロ、ゴンサロ・イグアイン、アンヘル・ディ・マリア
- 黄金の中盤（日本代表・ジーコ監督時代）
  - 稲本潤一、小野伸二、中村俊輔、中田英寿

### 3人組
- 「グレ・ノ・リ」トリオ（ACミラン）
  - グンナー・グレン、グンナー・ノルダール、ニルス・リードホルム
- オランダトリオ（ACミラン）
  - フランク・ライカールト、ルート・フリット、マルコ・ファン・バステン
- ドイツトリオ（インテル・ミラノ）
  - ユルゲン・クリンスマン、ローター・マテウス、アンドレアス・ブレーメ
- トリデンテ（三叉の矛、2001-02シーズンのバルセロナ）
  - パトリック・クライファート、リバウド、ハビエル・サビオラ
- 3R（2002 FIFAワールドカップ・ブラジル代表）
  - ロナウド、リバウド、ロナウジーニョ
- BBC（ユヴェントス）
  - アンドレア・バルザッリ、レオナルド・ボヌッチ、ジョルジョ・キエッリーニ
- BBC（レアル・マドリード）
  - ガレス・ベイル、カリム・ベンゼマ、クリスティアーノ・ロナウド
- MSN（バルセロナ）
  - リオネル・メッシ、ルイス・スアレス、ネイマール
- MCN（パリ・サンジェルマン）
  - キリアン・エムバペ、エディンソン・カバーニ、ネイマール
- スリリング・スリー  (リヴァプール)
  - サディオ・マネ、ロベルト・フィルミーノ、モハメド・サラー
- MNM（パリ・サンジェルマン）
  - リオネル・メッシ、ネイマール、キリアン・エムバペ
- 清水東三羽烏（静岡県立清水東高等学校サッカー部 → 清水FC / 清水エスパルス）
  - 長谷川健太、大榎克己、堀池巧
- 四中工三羽烏（三重県立四日市中央工業高等学校サッカー部 → 2000年ジェフ市原）
  - 小倉隆史、中西永輔、中田一三
- KMK（日産自動車サッカー部） 
  - 木村和司、水沼貴史、金田喜稔
- 横浜フリューゲルス・パルメイラストリオ（1995-1996年）
  - エバイール、ジーニョ、セザール・サンパイオ
- 京都パープルサンガ3トップ（2000-2001年）
  - 黒部光昭、松井大輔、朴智星
- フラット3（2002 FIFAワールドカップ・日本代表フィリップ・トルシエ監督時代）
  - 中田浩二、宮本恒靖（森岡隆三）、松田直樹
- KLM（浦和レッズ）
  - 興梠慎三、李忠成、武藤雄樹
- VIP（ヴィッセル神戸、2019シーズン）
  - ダビド・ビジャ、アンドレス・イニエスタ、ルーカス・ポドルスキ

### 2人組
- リヴァプール2トップ（1983-84シーズン3冠達成時）
  - イアン・ラッシュ、ケニー・ダルグリッシュ
- SAS（1994-95シーズン優勝時のブラックバーンの2TOP）
  - アラン・シアラー、クリス・サットン
- ホットセット（1998-99シーズン3冠達成時のマンチェスター・ユナイテッドの2トップ）
  - ドワイト・ヨーク、アンディ・コール
- Ro - Roコンビ（1997 コパ・アメリカ ブラジル代表）
  - ロマーリオ、ロナウド
- Sa - Zaコンビ（1998 FIFAワールドカップ・チリ代表）
  - マルセロ・サラス、イバン・サモラーノ
- デルピッポ（ユヴェントス2トップ、1997-2001）
  - アレッサンドロ・デル・ピエロ、フィリッポ・インザーギ
- ロシアン・コネクション（セルタ・デ・ビーゴ）
  - アレクサンドル・モストボイ、ヴァレリー・カルピン
- 翼くんと岬くん（セレッソ大阪）
  - 乾貴士、香川真司
- パッツォリーヴォ (Pazzolivo)
  - ジャンパオロ・パッツィーニ、リッカルド・モントリーヴォ
- 新SAS（リヴァプール2トップ）
  - ルイス・スアレス、ダニエル・スタリッジ